# Беатрикс Киддо
Беатри́кс Киддо́ (англ. Beatrix Kiddo) — персонаж серии фильмов «Убить Билла» американского режиссёра Квентина Тарантино. Также фигурирует как «Невеста» (англ. The Bride). Её роль исполнила Ума Турман.

## Прошлое Беатрикс Киддо

Беатрикс на свадьбе

В прошлом Невеста под кодовым именем «Чёрная мамба» состояла в элитной группе киллеров «Отряд смертоносных гадюк». Военному искусству её обучал строгий учитель Пэй Мэй. Она помогала своему возлюбленному и боссу Биллу, путешествуя с ним по миру и убивая людей. Есть версия, что до того, как Беатрикс решила покончить с прошлым, она и член отряда О-Рэн Ишии были лучшими подругами. Беатрикс, как до резни в часовне, так и после неё отзывается и о Верните Грин как о профессионале борьбы на холодном оружии. Наверное, Бадд до последних событий относился к Беатрикс не очень хорошо, предпочитая, чтоб его брат встречался с Элли Драйвер. В свою очередь Элли ненавидит её, так как всегда была влюблена в Билла, но она отзывалась о Беатрикс как о великом воине, и не раз, чего не делал Бадд.
Забеременев, Беатрикс решает покончить с преступной карьерой и выйти замуж за небогатого торговца грампластинками. Однако во время репетиции венчания врывается Билл вместе с тремя женщинами и мужчиной и убивает всех присутствующих. Свою бывшую возлюбленную Билл приказывает избить, а потом сам стреляет ей в голову. Киддо лишь успевает сказать Биллу, что это его ребёнок. Но судя по всему, пуля застряла в черепе и практически не задела мозг.
Через несколько часов полицейские, исследуя место убийства, находят Беатрикс и понимают, что она жива, но находится в коме, после чего анонимно подбрасывают в больницу. Через четыре с половиной года, выйдя из комы Невеста решает отомстить каждому её обидчику.

## Убить Билла. Фильм 1
Беатрикс приходит в себя спустя четыре года и совершает сразу двойное убийство: она убивает медбрата по имени Бак, который все эти годы торговал её телом и зарабатывал на этом, а также его «клиента». После этого она
решает отомстить виновникам своих несчастий: Биллу, Элли Драйвер, Бадду, Верните Грин и О-Рэн Ишии.
Беатрикс уезжает в Окинаву, где уговаривает создателя лучших самурайских мечей Хаттори Ханзо сделать ей меч. Поначалу он отказывается, мотивируя это тем, что 28 лет назад поклялся себе никогда более не создавать орудие убийства, но соглашается, услышав, что враг Беатрикс — его бывший ученик Билл. Ханзо создаёт лучшую катану за всю свою жизнь и отдаёт её Беатрикс. После этого Киддо улетает в Токио и первой из своего списка убивает О-Рэн Ишии вместе со всеми её телохранителями («88 бешеных»). Затем от Софи Фаталь, личного адвоката О-Рэн, она узнаёт о нынешнем местоположении Гадюк, пытая её, чтобы получить информацию.
Затем Киддо находит Верниту Грин, которая после расправы на свадьбе ушла от Билла, вышла замуж и родила дочь по имени Никки. Они начинают рукопашный бой на ножах, но из школы приезжает Никки, и Беатрикс решает не убивать Верниту на глазах у ребёнка. Они идут на кухню и пьют кофе, но Грин неожиданно стреляет в Невесту из пистолета, прикрытого под пачкой злаков. Киддо бросает в Грин нож. Вернита умирает. Через несколько секунд в комнату входит Никки, и Киддо говорит ей: «Вырастешь, захочешь поквитаться со мной — буду ждать».

## Убить Билла. Фильм 2
Беатрикс едет к брату Билла, Бадду, надеясь убить его. Она врывается к нему в трейлер, но Бадд стреляет в Невесту из ружья с галитом и уходит, оставив её в бессознательном состоянии. Затем он звонит Элли Драйвер, главной сопернице Беатрикс среди Гадюк, и договаривается с ней о продаже отнятого у Беатрикс меча, сойдясь на миллионе долларов. Затем Бадд отвозит Киддо на кладбище и погребает заживо.
Во время своего заключения Беатрикс вспоминает её учителя Пэй Мэя и жестокий урок, который он ей преподнёс. Благодаря этому она пробивает крышку гроба и выходит на свободу. Беатрикс возвращается назад в трейлер и находит там мёртвого Бадда, укушенного чёрной мамбой, и свою соперницу Элли Драйвер. Они дерутся, и Беатрикс побеждает, вырвав Драйвер глаз и оставив, тем самым, полностью слепой (Драйвер стала одноглазой после того, как первый глаз ей вырвал Пэй Мэй, за что она впоследствии отравила его).
Теперь Беатрикс разыскивает Билла. Она обращается за помощью к Эстебану, давнему его знакомому. Невеста проникает в дом и неожиданно находит его играющим с их дочерью Биби, тогда как Киддо считала, что девочка погибла, ещё не родившись. Уложив её спать, Беатрикс и Билл начинают выяснять отношения, и в конце концов Беатрикс убивает его при помощи приёма, которому Пэй Мэй научил только её — комплекс из пяти точечных ударов, после которых жертва, сделав пять шагов, умирает от разрыва сердца. Когда Беатрикс наносит эти пять ударов, она с мукой и любованием смотрит на Билла — ведь она любила (и любит) его, просто она обязана была отомстить ему за всё, что он сделал с ней.
В финале Киддо с дочерью покидают виллу, и последний титр «Львица вернулась к своему львёнку, и в джунглях наступил порядок» появляется на месте плачущей главной героини в туалете в обнимку с плюшевой игрушкой и дочерью в другой комнате перед телевизором.

## Оценки
В 2020 году журнал Empire поместил Беатрикс Киддо на двадцать третье место в списке «100 величайших персонажей кинофильмов всех времён».